# Torbiere alta Val Rendena
Torbiere alta Val Rendena este o arie protejată (arie specială de conservare — SAC, sit de importanță comunitară — SCI) din Italia întinsă pe o suprafață de 771 ha, integral pe uscat.

## Localizare
Centrul sitului Torbiere alta Val Rendena este situat la coordonatele 46°15′03″N 10°50′01″E / 46.250833°N 10.833611°E.

## Înființare
Situl Torbiere alta Val Rendena a fost declarat sit de importanță comunitară în octombrie 2010 pentru a proteja 5 specii de animale. Situl a fost protejat și ca arie specială de conservare în iulie 2016.

## Biodiversitate
Situată în ecoregiunea alpină, aria protejată conține 14 habitate naturale: Lacuri și iazuri distrofice naturale, Râuri de munte și vegetația erbacee de pe malurile acestora, Păduri acidofile de Picea de la nivel montan la nivel alpin (Vaccinio-Piceetea), Mlaștini împădurite, Mlaștini turboase de tranziție și turbării mișcătoare, Depresiuni pe substraturi de turbă de Rhynchosporion, Pajiști boreale și alpine pe substrat silicios, Păduri alpine de Larix decidua și/sau Pinus cembra, Turbării active, Pajiști cu Molinia pe soluri calcaroase, turboase sau argilos-nămoloase (Molinion caeruleae), Pajiști alpine și boreale, Formațiuni ierboase bogate în specii de Nardus, dezvoltate pe substraturi silicioase în zone montane (și în zone submontane, în Europa continentală), Ape stătătoare oligotrofe până la mezotrofe, cu vegetație de Littorelletea uniflorae și/sau de Isoëto-Nanojuncetea, Liziere de ierburi înalte hidrofile de câmpie și de nivel montan până la alpin.
La baza desemnării sitului se află mai multe specii protejate de  păsări (5): minunița (Aegolius funereus), ciocănitoare neagră (Dryocopus martius), ciuvică (Glaucidium passerinum), viespar (Pernis apivorus), ciocănitoare verzuie (Picus canus)
Pe lângă speciile protejate, pe teritoriul sitului au mai fost identificate 25 de specii de plante, 3 specii de amfibieni, 7 specii de mamifere, 1 specie de pești, 3 specii de reptile.